# Kanton Angers-Trélazé
Kanton Angers-Trélazé (fr. Canton d'Angers-Trélazé) je francouzský kanton v departementu Maine-et-Loire v regionu Pays de la Loire. Tvoří ho pět obcí.

## Obce kantonu
- Andard
- Angers (část)
- Brain-sur-l'Authion
- Sarrigné
- Trélazé